# Granatenangriff auf die Downing Street No. 10
Ein Granatenangriff auf die Downing Street No. 10, den Sitz des Premierministers von Großbritannien in London, erfolgte durch die Provisional Irish Republican Army (IRA) am 7. Februar 1991. Das Ziel war, den amtierenden Premierminister John Major und sein Kriegskabinett, welche den Golfkrieg besprachen, zu töten. Ursprünglich war der Angriff auf die Vorgängerin von Major, Margaret Thatcher, geplant.
Insgesamt wurden drei Granaten auf das Gebäude Downing Street No. 10 abgefeuert; zwei Granaten verfehlten es und eine Granate explodierte im rückwärtigen Garten des Gebäudes. Kein Mitglied des Kriegskabinetts wurde verletzt, vier andere Personen allerdings leicht, darunter zwei Polizeibeamte. Major verurteilte den Angriff mit den Worten: „democracies cannot be intimidated by terrorism“ (Demokratien lassen sich nicht vom Terrorismus einschüchtern).

## Hintergrund

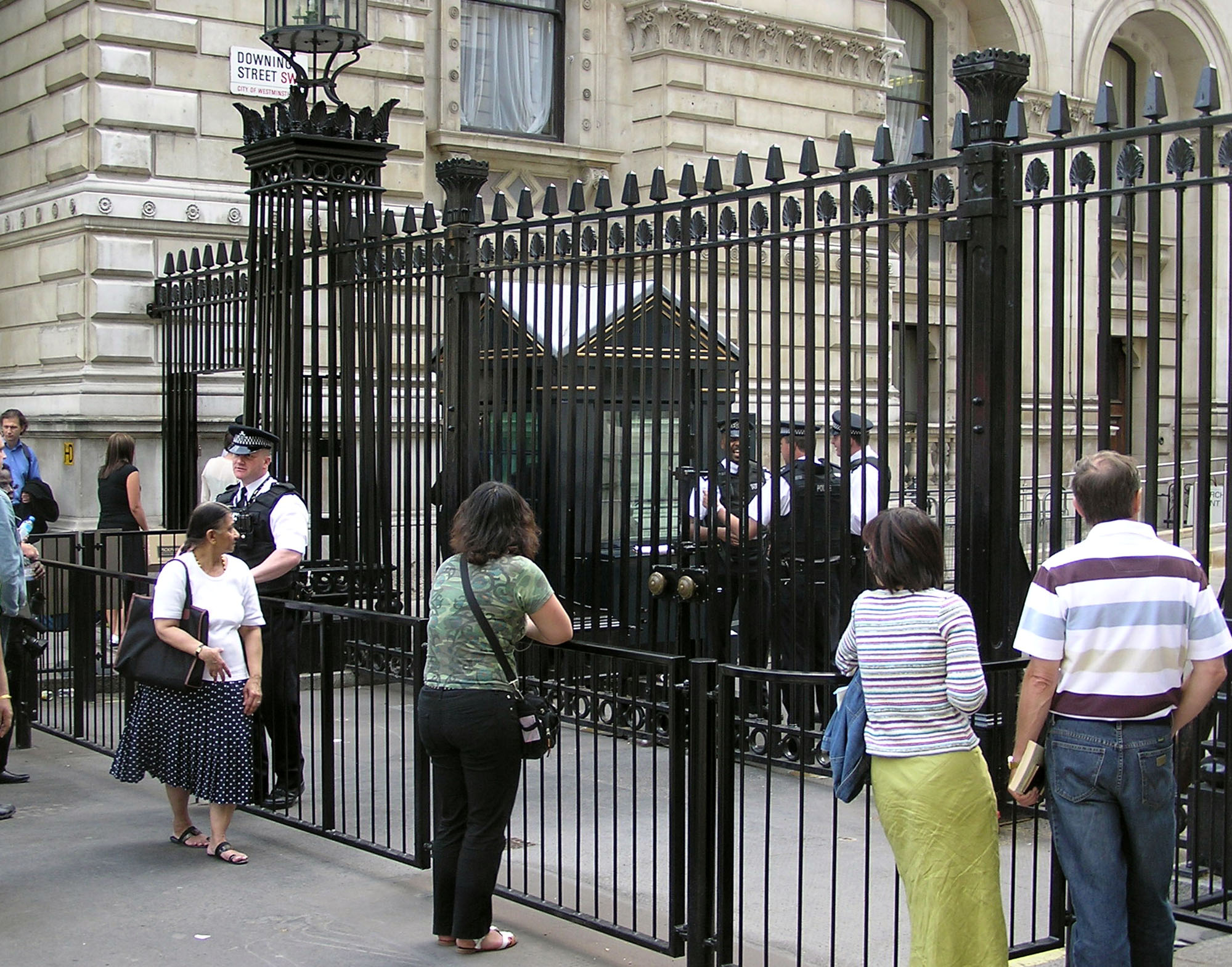
Sicherheitsgitter, die 1989 wegen der Bombenkampagne der IRA in der Downing Street aufgestellt wurden

Während des Nordirlandkonflikts und der bewaffneten Kampagne der IRA gegen die britische Herrschaft in Nordirland von 1969 bis 1997 hatte die IRA mehrmals mit selbst hergestellten Granaten Anschläge in Nordirland durchgeführt. Der folgenschwerste Angriff mit Granaten ereignete sich beim Anschlag von Newry 1985, wobei neun Polizisten der Royal Ulster Constabulary getötet wurden.
Die IRA hatte vor dem Anschlag auf die Downing Street No. 10 keine Granaten in Großbritannien abgefeuert, aber ab Dezember 1988 benutzten sie für ihre Geschoss-Konstruktionen technische Details zur Berechnung der ballistischen Flugbahn, wie Beamte der Anti-Terror-Abteilung der Metropolitan Police anhand von Unterlagen herausfanden, die bei einer Durchsuchung in Battersea im Süden von London im selben Jahr gefunden worden waren.
In den späten 1980er Jahren stand die Premierministerin Margaret Thatcher ganz oben auf den Todeslisten der IRA, nachdem 1984 ein Attentat auf sie in Brighton fehlgeschlagen war. Britische Sicherheitskräfte hatten im Jahr 1988 Sicherheitsvorkehrungen wie den Bau eines Gebäudes als Polizei-Dienststelle und eines Sicherheitstors am Ende der Downing Street getroffen, die Kosten in Höhe von £800,000 Pfund Sterling verursachten. Pläne, eine Autobombe in einer Straße in der Nähe der Downing Street durch eine Fernzündung zur Detonation zu bringen, wenn das offizielle Dienstfahrzeug von Margaret Thatcher vorbeifährt, hatte die IRA verworfen, weil möglicherweise zahlreiche zivile Opfer zu beklagen gewesen wären, denn dies hielten einige Mitglieder des IRA-Armeerats für kontraproduktiv.

## Vorbereitung
Der Armeerat entschied sich stattdessen für einen Granatenangriff auf die Downing Street No. 10. Mitte 1990 reisten zwei IRA-Mitglieder nach London, um den Angriff zu planen. Einer der IRA-Freiwilligen konnte Flugbahnen von Granaten berechnen und der andere, von der Provisional IRA Belfast Brigade, war in der Lage, die Granaten zu bauen. Eine aktive IRA-Gruppe besorgte in London einen Ford Transit und mietete eine Garage an, während ein IRA-Koordinator den Sprengstoff und das Material besorgte, das zur Herstellung der Granaten erforderlich war. Die IRA-Mitglieder begannen mit dem Bau und der Konstruktion des Granatwerfers, wobei sie eine Öffnung in das Dach des Kastenwagens schnitten, durch die die Granaten gefeuert werden sollten, und sie suchten einen geeigneten Platz in der Whitehall aus, um gezielt auf die Downing Street No. 10 zu schießen. Als die Vorbereitungen beendet waren, kehrten die beiden IRA-Freiwilligen nach Irland zurück, da die IRA-Führung sie als wertvolles Personal einschätzte und vermeiden wollte, dass sie bei einer der nachfolgenden Maßnahmen der britischen Sicherheitskräfte verhaftet werden. Im November 1990 trat Margaret Thatcher unerwartet als Premierministerin zurück, dennoch entschied das Army Council, dass der geplante Angriff durchgeführt werden sollte und stattdessen der Nachfolger John Major zum Angriffsziel werden sollte. Die IRA plante den Angriff zu einem Zeitpunkt, wenn sich Major und seine Minister zu einer Besprechung in der Downing Street treffen und dieser Termin öffentlich bekannt gegeben wird.

## Anschlag
Am Morgen des 7. Februar 1991 trat das Kriegskabinett mit hochrangigen Vertretern der Regierung und des Militärs in der Downing Street No. 10 zusammen, um den beginnenden Golfkrieg zu besprechen. Anlässlich des Treffens waren anwesend: John Major, David Mellor, Douglas Hurd, Tom King, Norman Lamont, Peter Lilley, John Wakeham, Robin Butler, David Craig, Patrick Mayhew, Percy Cradock, Charles Powell und Gus O’Donnell. Als die Sitzung begann, fuhren die IRA-Mitglieder mit dem präparierten Van zu der Abschussposition an der Kreuzung von der Horse Guards Avenue und der Whitehall in unmittelbarer Nähe des Hauptquartiers des Verteidigungsministeriums an der Downing Street, das etwa 200 Meter entfernt liegt.
Als sie ankamen, parkte der Fahrer den Van und verließ den Ort auf einem Motorrad, das dort abgestellt war. Einige Minuten später, um 10:08 Uhr, als ein Polizist sich dem parkenden Fahrzeug näherte, um es zu untersuchen, wurden die drei Granaten abgefeuert, das Fahrzeug wurde durch eine Bombe mit einem voreingestellten Zünder zur Explosion gebracht und brannte aus. Alle forensischen Spuren wurden so beseitigt. Jede Granate war etwa 1,40 m lang, wog 60 kg und war mit 20 kg Semtex befüllt, einem Plastiksprengstoff. Der Typ der Granate, den die Angreifer benutzten, war selbstgebaut und wurde von der britischen Seite als vom Typ Mark 10 klassifiziert. Zwei Granaten bohrten sich, ohne zu explodieren, in eine grasbewachsene Freifläche vor dem Foreign and Commonwealth Office. Die dritte Granate explodierte im rückwärtigen Garten der Downing Street No. 10, etwa 30 Meter von dem Raum entfernt, in dem das Kriegskabinett tagte. Wäre die Granate in das Gebäude eingedrungen, wären möglicherweise alle Kabinettsmitglieder getötet worden. Als die Kabinettsmitglieder die Explosion hörten, duckten sie sich unter den Tisch, um sich zu schützen. Bombenschutznetze an den Fenstern dämpften die Wirkung der Explosion, die rückwärtige Wand wurde durch die Hitze beschädigt und ein Krater entstand, der mehrere Meter tief war.
Als der Knall der Explosion verklungen war und der Schock nachließ, äußerte sich John Major darüber: “I think we had better start again, somewhere else”. (Ich glaube wir sollten nochmal anfangen, irgendwo anders.) Der Raum wurde evakuiert und die Sitzung in weniger als zehn Minuten im unterirdischen Bunker fortgesetzt, der als COBR bekannt ist. Kein Mitglied des Kabinetts wurde verletzt, allerdings trugen vier Personen leichte Verletzungen davon, darunter zwei Polizisten, die von umherfliegenden Trümmern getroffen wurden.

## Reaktionen
Die IRA übernahm die Verantwortung für den Angriff in einer Erklärung in Dublin:

“Let the British government understand that, while nationalist people in the six counties [Northern Ireland] are forced to live under British rule, then the British Cabinet will be forced to meet in bunkers”

„Die britische Regierung soll verstehen, daß solange Nationalisten in den sechs Counties [=Nordirland] gezwungen sind, unter britischer Herrschaft zu leben, ihr Kabinett gezwungen sein wird, sich in Bunkern zu treffen.“

John Major führte im House of Commons hinsichtlich der Stellungnahme der IRA aus:

“Our determination to beat terrorism cannot be beaten by terrorism. The IRA's record is one of failure in every respect, and that failure was demonstrated yet again today. It's about time they learned that democracies cannot be intimidated by terrorism, and we treat them with contempt”

„Unsere Entschlossenheit, den Terrorismus zu besiegen, kann nicht durch Terrorismus besiegt werden. Die IRA-Geschichte ist eine des Versagens in jeder Beziehung, und dieses Versagen hat sich heute wieder einmal gezeigt. Es ist an der Zeit, dass sie lernen, dass Demokratien nicht durch Terrorismus eingeschüchtert werden können; wir behandeln sie mit Verachtung.“

Der Oppositionsführer in Großbritannien Neil Kinnock verurteilte den Angriff als „sowohl bösartig als auch sinnlos“. Der Chef der Anti-Terror-Abteilung der Metropolitan Police, Commander George Churchill-Coleman beschrieb den Angriff als „daring, well planned, but badly executed“ (gewagt, gut geplant, aber schlecht ausgeführt.) Peter Gurney, Abteilungsleiter der Sprengstoff-Einheit der Metropolitan Police, der eine der nicht explodierten Granaten untersucht hatte, gab seine Meinung zu dem Angriff folgendermaßen ab:

“It was a remarkably good aim if you consider that the bomb was fired 250 yards [across Whitehall] with no direct line of sight. Technically, it was quite brilliant and I'm sure that many army crews, if given a similar task, would be very pleased to drop a bomb that close. You've got to park the launch vehicle in an area which is guarded by armed men and you've got less than a minute to do it. I was very, very surprised at how good it was. If the angle of fire had been moved about five or ten degrees, then those bombs would actually have impacted on Number Ten.”

„Es wurde außergewöhnlich gut gezielt, wenn man bedenkt, dass die Granate, ohne direkte Sicht, 250 Yards über Whitehall hinweg abgeschossen werden musste. Technisch betrachtet war es brillant und ich bin sicher, dass zahlreiche Armeemannschaften, wenn sie die gleiche Aufgabe erhalten würden, sehr erfreut wären, wenn ihr Geschoss so nah treffen würde. Sie mussten ihr Abschussfahrzeug in einem Gebiet abstellen, das von bewaffneten Männern bewacht wird, und sie hatten weniger als eine Minute Zeit. Ich war sehr, sehr überrascht, wie gut sie es gemacht haben. Falls der Zielwinkel um etwa fünf bis zehn Grad geändert worden wäre, wären diese Geschosse tatsächlich in Downing Street No. 10 eingeschlagen“

Eine weitere Stellungnahme der IRA erschien im An Phoblacht, der Wochenzeitschrift der Sinn Féin:

“Like any colonialists, the members of the British establishment do not want the result of their occupation landing at their front or back doorstep […] Are the members of the British cabinet prepared to give their lives to hold on to a colony? They should understand the cost will be great while Britain remains in Ireland.”

„Wie alle Kolonialisten wollen die Mitglieder des britischen Establishments nicht, daß ihnen die Konsequenzen ihrer Besatzung vor oder hinter die Haustür fallen. Sind die Mitglieder des britischen Kabinetts bereit, ihr Leben zu geben, um an einer Kolonie festzuhalten? Sie sollten einsehen, dass die Kosten groß sein werden, solange Britannien in Irland bleibt.“

Der Anschlag wurde in der irischen Rebellen-Musik gefeiert, einer besonderen Form von Irish Folk. Die Musikband The Irish Brigade veröffentlichte einen Song mit dem Titel Downing Street nach der Melodie von On the Street Where You Live, der den Text enthält: „while you hold Ireland, it's not safe down the street where you live“ (während ihr Irland haltet, ist es nicht sicher in der Straße, in der ihr lebt).